# Forlig (politik)
 For alternative betydninger, se forlig. (Se også artikler, som begynder med forlig)
Et forlig er i politisk forstand en aftale, der er indgået af to eller flere partier i en folkevalgt forsamling. Det er en uformel institution i lovgivningsprocessen. 
Et eksempel på et nyere større forlig i Folketinget er Velfærdsforliget fra 2006. Forsvars- og mediepolitik er et eksempel på områder, hvorpå der løbende indgås forlig; eksempelvis Forsvarsforliget 2005-2009. Det er kutyme, at partierne holder hinanden op på forliget indtil det eventuelt opsiges forud for et folketingsvalg.
I kommunalpolitik indgås der forlig om de årlige budgetter samt typisk om større anlægsprojekter. 
| Citat                      | Et politisk forlig er en forhandlet, ikke-juridisk bindende aftale indgået mellem regerings- og oppositionspartier i et parlament, som forpligter de pågældende forligspartier til at forsøge at gennemføre og opretholde de i aftalen indeholdte politiske tiltag, så længe aftalen gælder, samt i den forbindelse overholde et sæt af proceduremæssige regler knyttet til forligene. | Citat |
| Flemming Juul Christiansen | |       |